# Lodge Pole
Lodge Pole is een plaats (census-designated place) in de Amerikaanse staat Montana, en valt bestuurlijk gezien onder Blaine County.

## Demografie
Bij de volkstelling in 2000 werd het aantal inwoners vastgesteld op 214.

## Geografie
Volgens het United States Census Bureau beslaat de plaats een oppervlakte van
34,6 km², geheel bestaande uit land. Lodge Pole ligt op ongeveer 1039 m boven zeeniveau.

## Plaatsen in de nabije omgeving
De onderstaande figuur toont nabijgelegen plaatsen in een straal van 60 km rond Lodge Pole.